# Continentes perdidos

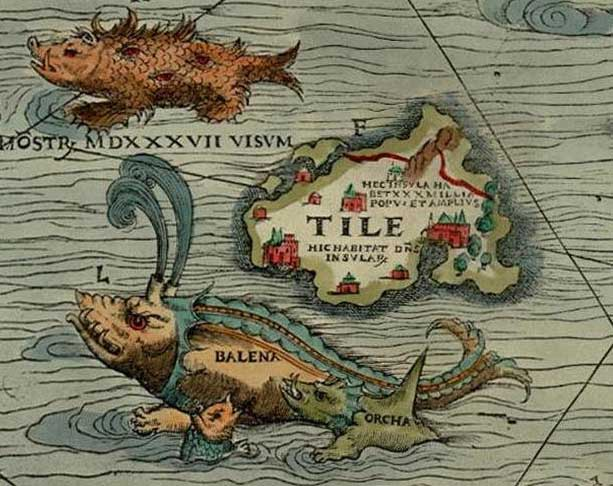
Thule, con el nombre de Tile, según la Carta Marina de Olaus Magnus (1539). Thule es en este mapa una isla (¿imaginaria?) ubicada entre las Islas Feroe e Islandia.

Los continentes perdidos figuran entre los mitos creados por la humanidad. Estos se refieren a cataclismos espantosos y al aniquilamiento de razas completas, humanas o humanoides, que habían desarrollado civilizaciones avanzadas.

## Los nueve libros de la historia
Son unos documentos de la antigüedad conservados en bibliotecas modernas. Se refieren a trastornos cósmicos de gran fuerza, como el Papiro Harris 500, el Papiro de Ipuwer y el Papiro del Hermitage. Todos ellos contienen alusiones a legendarias convulsiones del planeta en las cuales la Tierra «se dio vuelta» y «el sur se hizo norte».

### ¿Qué dice la ciencia?
El avance de la ciencia ha demostrado la imposibilidad de este hecho por las pruebas ofrecidas por la tectónica de placas, que descarta la existencia de ningún continente perdido, además un continente no puede ni hundirse ni ser destruido en un período de tiempo tan breve como el que pretenden sus partidarios.
La ciencia moderna no ha encontrado rastro alguno que pueda dar indicios sobre catástrofes tan enormes a partir de la llamada Era Cuaternaria, es decir, la edad geológica y paleológica en la que se desarrollaron los mamíferos y apareció el ser humano.

## Teorías
Hasta ahora sólo se perfilan tres posibilidades que expliquen estas historias.[cita requerida]

### Cataclismos arqueotípicos
Dice que tales leyendas carecen de fundamentos y son solo sueños de la psiquis atormentada de gente primitiva. Una prueba de ello es la frecuente caracterización de la catástrofe como un "castigo divino" a la decadencia de la otrora utópica civilización que habitaba el continente.

### Memoria raciomórfica
Sostiene que esos hechos tienen una base de verdad. Así los testigos de tales hechos no han sido de la especie Homo sapiens, sino de una especie anterior a partir de la cual evolucionamos y que, como fue un acontecimiento tan traumático y cargado de horror, llegó a imprimirse en la memoria raciomórfica de nuestros antepasados.

### Supervivientes
Sugiere que tales leyendas nos han llegado a través de "otros seres" que presenciaron las catástrofes y sobrevivieron a ellas. Estos se quedaron como náufragos en este mundo y sus últimos descendientes las relataron a nuestros antepasados.